# Конельская Поповка
Коне́льская Попо́вка — село на Украине в Жашковском районе Черкасской области, центр сельского совета.
Расположено на правом берегу речки Конелки, в 32 км к югу от районного центра и железнодорожной станции Жашков и в 2 км от автотрассы Киев-Одесса. Население по переписи 2017 года — 755 человек.
В селе обнаружены остатки поселения века поздней бронзы и черняховской культуры.

## История
Первое воспоминание о селе датировано 1775 годом, но основано оно было значительно раньше.
Первыми поселенцами были беглые крестьяне, которые заселяли постоянно опустошаемую украинскую лесостепь.
Название села связано с названием соседнего населенного пункта Конелы (Конелкой называется и речка, которая протекает возле села). А вот местечко Конела возникло в первой половине XVII века. Её дочерние поселения — Конельские Хуторы, Конельская Поповка, Юстинград, Безпечна, Цимермановка. В фискальных переписях 1775, 1778, 1784 и 1787 годов среди населенных пунктов Конельского округа постоянно вспоминается село Поповка. Но официальное название Конельская Поповка, что означает «попова собственность», оно получило позже.
У Лаврентия Похилевича в Сказаниях о населённых местностях Киевской губернии 1864 года говорится:

«Конельская Поповка, село на правой стороне реки Конелы, в 2-х верстах выше Загайполя. Жителей обоего пола — 824, земли — 1794 десятины. Принадлежат Людовику Андреевичу Жолынскому.
Церковь Ильинская, деревянная, 7-го класса, земли имеют 48 десятин, построена
1787 года».

В конце XIX века село было центром волости.

## Местный совет
19254, Черкасская обл., Жашковский р-н, с. Конельская Поповка